# Euphorbia limpopoana
Euphorbia limpopoana là một loài thực vật có hoa trong họ Đại kích. Loài này được L.C.Leach ex S.Carter mô tả khoa học đầu tiên năm 1999 publ. 2000.